# American Association
American Association – liga baseballowa istniejąca w latach 1882–1891.

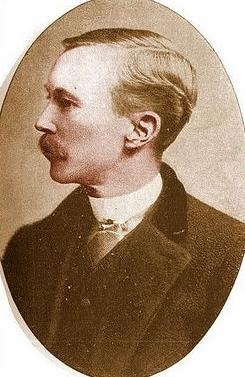
Oliver Perry Caylor (1849–1897) – jeden z pomysłodawców założenia American Association.

Utworzona w listopadzie 1881 z inicjatywy dziennikarza gazety The Cincinnati Enquirer Olivera Perry'ego Caylora i właściciela Cincinnati Red Stockings Justusa Thornera, po wykluczeniu tego zespołu z National League, którego prezydent W. H. Kennett jako jedyny z ośmiu przedstawicieli tej ligi, nie dostosował się do wprowadzonych w październiku 1880 roku reguł – zakazu sprzedaży alkoholu na meczach i zakazu rozgrywania spotkań w niedziele. 
W pierwszym sezonie rozgrywek ligę reprezentowało sześć zespołów: 
- Cincinnati Red Stockings
- Louisville Eclipse
- Philadelphia Athletics
- Pittsburgh Alleghenys
- St. Louis Brown Stockings
- Baltimore Orioles

Na mecze American Association wstęp był początkowo o połowę tańszy niż na meczach o mistrzostwo National League i kosztował ćwierć dolara, spotkania odbywały się również w niedziele i sprzedawano alkohol. Z tego względu American Association nazywano również The Beer and Whisky League. Począwszy od 1884 do 1890 mistrz American Association grał z mistrzem National League, a mecze między tymi drużynami nosiły nazwę Championship of the United States lub World’s Championship Series. W 1884 liga liczyła osiem zespołów, zaś rok później 13. W 1884 w zespole Toledo Blue Stockings grał Moses Fleetwood Walker, pierwszy Afroamerykanin w Major League Baseball.
W drugiej połowie lat osiemdziesiątych XIX wieku kilka zespołów przeszło do mającej większą renomę National League, Alleghenys w 1887, Bridegrooms i Red Stockings w 1890. Po zakończeniu sezonu 1891 cztery kluby – Baltimore Orioles, St. Louis Browns, Louisville Colonels i Washington Statesmen – dołączyły do National League, tworząc 12-zespołową ligę o nazwie National League and the American Association of Base Ball Clubs, skróconą do National League w 1900.

## Mistrzowie American Association
- 1882 Cincinnati Red Stockings
- 1883 Philadelphia Athletics
- 1884 New York Metropolitans (przegrana w World's Series 0–3 z Providence Grays)
- 1885 St. Louis Browns (remis w World's Series 3–3–1 z Chicago White Stockings)
- 1886 St. Louis Browns (wygrana w World's Series 4–2 z Chicago White Stockings)
- 1887 St. Louis Browns (przegrana w World's Series 5–10 z Detroit Wolverines)
- 1888 St. Louis Browns (przegrana w World's Series 2–6 z New York Giants)
- 1889 Brooklyn Bridegrooms (przegrana w World's Series 3–6 z New York Giants)
- 1890 Louisville Colonels (remis w World Series 3–3–1 z Brooklyn Bridegrooms)
- 1891 Boston Reds

## Zespoły American Association
| - Baltimore Orioles (1882–1891) - Cincinnati Red Stockings (1882–1889) - Louisville Colonels (1882–1891) - Philadelphia Athletics I (1882–1890) - Pittsburgh Alleghenys (1882–1886) - St. Louis Brown Stockings (Browns) (1882–1891) - Columbus Buckeyes (1883–1884) - New York Metropolitans (1883–1887) - Brooklyn Atlantics/Grays/Bridegrooms (1884–1889) - Indianapolis Hoosiers (1884) - Richmond Virginians (1884) - Toledo Blue Stockings (1884) - Washington Nationals (1884) |  | - Cleveland Spiders (1887–1888) - Kansas City Cowboys (1888–1889) - Columbus Solons (1889–1891) - Brooklyn Gladiators (1890) - Rochester Broncos (1890) - Syracuse Stars (1890) - Toledo Maumees (1890) - Boston Reds (1891) - Cincinnati Porkers (1891) - Milwaukee Brewers (1891) - Washington Statesmen (1891) - Philadelphia Athletics II (1891) |